# داني غاي (سياسي)
داني غاي هو سياسي كندي، ولد في 12 ديسمبر 1950 في كندا. انتخب عضو الجمعية التشريعية لنيو برونزويك ‏ وانتخب Speaker of the Legislative Assembly of New Brunswick ‏ (1995 – 1998).